# Marek Nowicki (dziennikarz)
Marek Nowicki (ur. 18 czerwca 1970 w Warszawie) − polski dziennikarz, reporter Faktów TVN i felietonista dwutygodnika „Służba Zdrowia”.

## Życiorys
W 1989 roku ukończył III Liceum Ogólnokształcące im. gen. Józefa Sowińskiego w Warszawie. Studiował historię na Uniwersytecie Warszawskim (pracę magisterską obronił w 1997). Od 1998 roku związany z telewizją TVN. W Faktach zajmuje się bieżącą problematyką polskiej i światowej służby zdrowia. W programie Dzień dobry TVN promuje modę na zdrowy styl życia. 
W 2000 roku został uznany przez amerykańską Missouri School of Journalism za najlepszego polskiego dziennikarza telewizyjnego zajmującego się medycyną. W tym samym roku na zaproszenie Uniwersytetu Missouri w Columbii odbył staż dziennikarski w Stanach Zjednoczonych. 
Razem z żoną, Małgorzatą Nowicką prowadzi projekt „Upili się młodym winem” poświęcony historii katolickiej Odnowie w Duchu Świętym w Polsce. Do tej pory ukazały się 2 tomy monografii książkowej ich autorstwa: I tom Upili się młodym winem (wyd. I – 2014, wyd. II – 2016) i II tom (wyd. I – 2021), oraz Tamten dzień (2016).

## Nagrody i wyróżnienia
- 2005 – Sukces Roku 2005 w Ochronie Zdrowia – nagroda przyznawana przez Wydawnictwo Termedia sp. z.o.o[7].
- 2005 – Złota Honorowa Odznaka Fundacji Promocji Zdrowia
- 2008 – Ambasador Medycyny Ratunkowej Polskiego Towarzystwo Medycyny Ratunkowej
- 2009 – Odznaka honorowa „Za zasługi dla ochrony zdrowia”
- 2009 – Medal okolicznościowy przyznany przez Instytut Kardiologii w Warszawie
- 2010 – Medal okolicznościowy przyznany przez Wojskowy Instytut Medyczny
- 2010 – Tytuł „Rzecznik Chorych na Raka” przyznany przez Stowarzyszenie Amazonki i Polskie Towarzystwo Badań nad Rakiem Piersi
- 2011 – Medal okolicznościowy przyznany przez Instytut Onkologiczny im. Marii Curie Skłodowskiej
- 2012 – wyróżnienie w konkursie Dobra Strona Rynku Zdrowia.